# Liste der Bodendenkmale in Neustadt (Dosse)
Die Liste der Bodendenkmale in Neustadt (Dosse) enthält alle Bodendenkmale der brandenburgischen Gemeinde Neustadt (Dosse) und ihrer Ortsteile auf der Grundlage der Landesdenkmalliste vom 31. Dezember 2020.
Die Baudenkmale sind in der Liste der Baudenkmale in Neustadt (Dosse) aufgeführt.
| Gemarkung               | Flur    | Kurzansprache | Bodendenkmalnummer | Bemerkung | Bild |
| ----------------------- | ------- | --- | ------------------ | --------- | ---- |
| Neustadt (Dosse) (Lage) | 7       | Mühle deutsches Mittelalter, Mühle Neuzeit                                                                           | 100151             |           |      |
| Neustadt (Dosse) (Lage) | 6, 7, 8 | Altstadt Neuzeit, Befestigung deutsches Mittelalter, Siedlung slawisches Mittelalter, Altstadt deutsches Mittelalter | 100270             |           |      |
| Neustadt (Dosse) (Lage) | 7, 8    | Glashütte Neuzeit, Mühle Neuzeit                                                                                     | 100271             |           |      |